# Der Clown/Episodenliste
Diese Episodenliste enthält alle Episoden der Fernsehserie Der Clown mit Sven Martinek in der Hauptrolle. Die Aufstellung ist sortiert nach der deutschen Erstausstrahlung. Die Serie umfasst drei Filme und 44 Folgen. In vier Staffeln produziert, wurde die Actionserie von RTL zur Ausstrahlung auf sechs Staffeln aufgeteilt.
Nach der Serie kam am 24. März 2005 der Film Der Clown – Payday (auch: Der Clown und Der Clown –Tag der Vergeltung) in die deutschen Kinos.

## Übersicht
| Staffel   | Episodenanzahl | Deutsche Erstausstrahlung | Deutsche Erstausstrahlung |
| Staffel   | Episodenanzahl | Staffelpremiere           | Staffelfinale             |
| --------- | -------------- | ------------------------- | ------------------------- |
| Pilotfilm | Pilotfilm      | 3. Nov. 1996              | 3. Nov. 1996              |
| 1         | 1+6            | 21. Apr. 1998             | 2. Juni 1998              |
| 2         | 8              | 8. Sep. 1998              | 27. Okt. 1998             |
| 3         | 12             | 9. Sep. 1999              | 2. Dez. 1999              |
| 4         | 6              | 10. Okt. 2000             | 14. Nov. 2000             |
| 5         | 6              | 10. Apr. 2001             | 5. Juni 2001              |
| 6         | 6              | 6. Sep. 2001              | 11. Okt. 2001             |

## Staffel 1
| Nr. (ges.) | Nr. (St.) | Originaltitel             | Erstausstrahlung D | Regie          | Drehbuch                       |
| ---------- | --------- | ------------------------- | ------------------ | -------------- | ------------------------------ |
| 0          | 0         | Der Clown (Pilotfilm)     | 3. Nov. 1996 RTL   | Hermann Joha   | Claude Cueni                   |
| 0          | 0         | Feindschaft (Der Clown 2) | 21. Apr. 1998 RTL  | Connie Walther | Matthias Herbert               |
| 1          | 1         | Dreckiges Geld            | 28. Apr. 1998 RTL  | Sigi Rothemund | Michel Birbaek                 |
| 2          | 2         | Tod durch Erpressung      | 5. Mai 1998 RTL    | Sigi Rothemund | Michel Birbaek                 |
| 3          | 3         | Waffenbrüder              | 12. Mai 1998 RTL   | Sven Severin   | Stefan Barth, Christian Zübert |
| 4          | 4         | Harlekin                  | 19. Mai 1998 RTL   | Sigi Rothemund | Stefan Barth, Christian Zübert |
| 5          | 5         | Die Schatten Rasputins    | 26. Mai 1998 RTL   | Sigi Rothemund | Stefan Barth, Christian Zübert |
| 6          | 6         | Das Duell                 | 2. Juni 1998 RTL   | Sven Severin   | Michel Birbaek                 |

## Staffel 2
| Nr. (ges.) | Nr. (St.) | Originaltitel      | Erstausstrahlung D | Regie                 | Drehbuch                                                               |
| ---------- | --------- | ------------------ | ------------------ | --------------------- | ---------------------------------------------------------------------- |
| 7          | 1         | Tödliche Begegnung | 8. Sep. 1998 RTL   | Raoul Heimrich        | Stefan Barth, Christian Zübert, Stefanie Tücking                       |
| 8          | 2         | Freifall           | 15. Sep. 1998 RTL  | Sigi Rothemund        | Stefan Barth, Christian Zübert                                         |
| 9          | 3         | Yakuza             | 22. Sep. 1998 RTL  | Sigi Rothemund        | Xaõ Seffcheque                                                         |
| 10         | 4         | Lindenbergbaby     | 29. Sep. 1998 RTL  | Raoul Heimrich        | Michel Birbaek, Kai Karsten, Raimund Maessen                           |
| 11         | 5         | In der Zange (1)   | 6. Okt. 1998 RTL   | Matthias Tiefenbacher | Michael Illner, Scarlett Kleint Idee: Nico Chiriatti und Peter Szigeti |
| 12         | 6         | In der Zange (2)   | 13. Okt. 1998 RTL  | Matthias Tiefenbacher | Scarlett Kleint Idee: Nico Chiriatti und Peter Szigeti                 |
| 13         | 7         | Absturz            | 20. Okt. 1998 RTL  | Raoul Heimrich        | Stefan Barth, Christian Zübert                                         |
| 14         | 8         | Todesengel         | 27. Okt. 1998 RTL  | Raoul Heimrich        | Stefan Barth, Christian Zübert                                         |

## Staffel 3
| Nr. (ges.) | Nr. (St.) | Originaltitel        | Erstausstrahlung D | Regie           | Drehbuch                                           |
| ---------- | --------- | -------------------- | ------------------ | --------------- | -------------------------------------------------- |
| 15         | 1         | Schmutzige Geschäfte | 9. Sep. 1999 RTL   | Raoul Heimrich  | Stefan Barth, Christian Zübert Idee: Thomas Brandt |
| 16         | 2         | Feierabend           | 16. Sep. 1999 RTL  | Raoul Heimrich  | Stefan Barth, Christian Zübert                     |
| 17         | 3         | Schöne Ferien (1)    | 23. Sep. 1999 RTL  | Sigi Rothemund  | Stefan Barth, Christian Zübert                     |
| 18         | 4         | Schöne Ferien (2)    | 30. Sep. 1999 RTL  | Sigi Rothemund  | Stefan Barth, Christian Zübert                     |
| 19         | 5         | Mayday               | 7. Okt. 1999 RTL   | Michael Wenning | Nico Chiriatti, Peter Szigeti                      |
| 20         | 6         | Handyman             | 14. Okt. 1999 RTL  | Michael Wenning | Ralf Löhnhardt                                     |
| 21         | 7         | Flash                | 21. Okt. 1999 RTL  | Sven Severin    | Ralf Löhnhardt                                     |
| 22         | 8         | Der Rattenfänger     | 4. Nov. 1999 RTL   | Sven Severin    | Ivo Pala                                           |
| 23         | 9         | Happy Birthday       | 11. Nov. 1999 RTL  | Sigi Rothemund  | Stefan Barth, Christian Zübert                     |
| 24         | 10        | Das Wunderkind       | 18. Nov. 1999 RTL  | Stephen Manuel  | Enrico Jakob                                       |
| 25         | 11        | Vatertag             | 25. Nov. 1999 RTL  | Sigi Rothemund  | Ricky Nippozano                                    |
| 26         | 12        | Der Hofnarr          | 2. Dez. 1999 RTL   | Sven Severin    | Stefan Barth, Christian Zübert                     |

## Staffel 4
| Nr. (ges.) | Nr. (St.) | Originaltitel          | Erstausstrahlung D | Regie           | Drehbuch                     |
| ---------- | --------- | ---------------------- | ------------------ | --------------- | ---------------------------- |
| 27         | 1         | In der Höhle des Löwen | 10. Okt. 2000 RTL  | Stephen Manuel  | Michaela Rudolph             |
| 28         | 2         | Hetzjagd               | 17. Okt. 2000 RTL  | Stephen Manuel  | Ivo Pala                     |
| 29         | 3         | Knast                  | 24. Okt. 2000 RTL  | Carmen Kurz     | Ricky Nippozano              |
| 30         | 4         | Aasgeier               | 31. Okt. 2000 RTL  | Michael Kreindl | Stefan Barth, Michel Birbaek |
| 31         | 5         | Kölsch Connection (1)  | 7. Nov. 2000 RTL   | Sigi Rothemund  | Sigi Rothemund               |
| 32         | 6         | Kölsch Connection (2)  | 14. Nov. 2000 RTL  | Sigi Rothemund  | Sigi Rothemund               |

## Staffel 5
| Nr. (ges.) | Nr. (St.) | Originaltitel      | Erstausstrahlung D | Regie             | Drehbuch                       |
| ---------- | --------- | ------------------ | ------------------ | ----------------- | ------------------------------ |
| 33         | 1         | Die Falle          | 10. Apr. 2001 RTL  | Carmen Kurz       | Ricky Nippozano                |
| 34         | 2         | Unsichtbarer Feind | 17. Apr. 2001 RTL  | Sven Severin      | Manfred Birkel, Walter Steffen |
| 35         | 3         | 60 Minuten         | 8. Mai 2001 RTL    | Axel Barth        | Roland Heep, Frank Koopmann    |
| 36         | 4         | Vollnarkose        | 15. Mai 2001 RTL   | Michael Schneider | Stefan Barth, Christian Zübert |
| 37         | 5         | Rauchende Colts    | 29. Mai 2001 RTL   | Michael Schneider | Stefan Barth, Christian Zübert |
| 38         | 6         | Schwesterherz      | 5. Juni 2001 RTL   | Axel Barth        | Stefan Barth                   |

## Staffel 6
| Nr. (ges.) | Nr. (St.) | Originaltitel     | Erstausstrahlung D | Regie            | Drehbuch                     |
| ---------- | --------- | ----------------- | ------------------ | ---------------- | ---------------------------- |
| 39         | 1         | Schutzgeld        | 6. Sep. 2001 RTL   | Michael Kreindl  | Stefan Barth, Michel Birbaek |
| 40         | 2         | Lautloser Tod     | 13. Sep. 2001 RTL  | Michael Kreindl  | Jeannette Mohr               |
| 41         | 3         | Gedächtnisschwund | 20. Sep. 2001 RTL  | Marc Schölermann | Roland Heep, Frank Koopmann  |
| 42         | 4         | Die Elster        | 27. Sep. 2001 RTL  | Marc Schölermann | —                            |
| 43         | 5         | Stirb langsam     | 4. Okt. 2001 RTL   | Sigi Rothemund   | Ricky Nippozano              |
| 44         | 6         | Unter Verdacht    | 11. Okt. 2001 RTL  | Sigi Rothemund   | Ricky Nippozano              |